# Medienkompetenzrahmen NRW
Der Medienkompetenzrahmen NRW soll Schülerinnen und Schüler von Grundschulen, Förderschulen und Schulen mit Sekundarstufe I in Nordrhein-Westfalen bis zum Ende der Pflichtschulzeit einen systematischen und umfassenden Aufbau von Medienkompetenz ermöglichen. Neben dem sicheren, kreativen und verantwortungsvollen Umgang mit Medien gehören hierzu auch Grundkenntnisse in Informatik.
Der Medienkompetenzrahmen NRW wurde im Oktober 2017 aktualisiert. Zuvor war ein ähnliches Konzept seit 2010 unter dem Namen (Initiative) Medienpass NRW bekannt. Im Rahmen einer festen, regelmäßig tagenden Arbeitsgruppe steuern die unten genannten Institutionen die Weiterentwicklung des Medienkompetenzrahmen NRW. Ausschlaggebend für die Überarbeitung vom Medienpass NRW hin zum Medienkompetenzrahmen NRW war die Strategie „Bildung in der digitalen Welt“ (veröffentlicht im Dezember 2016) der Kultusministerkonferenz (KMK), die damit auf die Probleme des digitalen Wandels in der Bildung und der damit einhergehenden Transformation im Bildungssystem reagiert hat. In dieser Strategie haben sich alle Bundesländer auf eine verbindliche Umsetzung der dort vorgestellten Bildungsziele geeinigt.
Mittels des Medienkompetenzrahmen NRW werden Kinder und Jugendliche dabei unterstützt, in sechs verschiedenen Bereichen systematisch wichtige Schlüsselqualifikationen zu erlangen. Neben dem „Bedienen und Anwenden“, „Informieren und Recherchieren“, „Kommunizieren und Kooperieren“ zählen hierzu auch das „Produzieren und Präsentieren“ sowie das „Analysieren und Reflektieren“. Der Bereich „Problemlösen und Modellieren“ ermöglicht schon ab den ersten Klassen eine entsprechende Grundbildung.
Er dient außerdem als Ausgangspunkt für die Entwicklung eines schulinternen Medienkonzepts. Alle Schulen in NRW sind dazu verpflichtet, entsprechend ihrer pädagogischen Bedürfnisse und ausgehend von der bereits vorhandenen Ausstattung ein Medienkonzept aufzustellen, das sich am Schulprogramm orientiert und auch ein schulspezifisches Qualifizierungskonzept enthält.

## Das Unterstützungsportal
Das Unterstützungsportal Medienkompetenzrahmen soll den Lehrkräften Impulse, Ideen und Anregungen für den Unterricht in verschiedenen Fächern und Schulstufen geben, sowie bei der Erstellung eines Medienkonzepts helfen. Da der Medienkompetenzrahmen NRW auch in außerschulischen Bildungsangeboten wie etwa denen der Jugendhilfe umgesetzt wird, finden sich online auch hierzu entsprechende Projekte, Adressen sowie Veranstaltungshinweise, aktuelle Link- und Tool-Tipps.

## Verantwortlich
Träger sind das Ministerium für Schule und Bildung NRW, das Ministerium für Kinder, Familie, Flüchtlinge und Integration, die Staatskanzlei NRW, die Landesanstalt für Medien NRW sowie die Medienberatung NRW.